# Lewis Terman
Lewis Madison Terman, ameriški psiholog, * 15. januar 1877, Johnson County, Indiana, ZDA, † 21. december 1966, Palo Alto, Kalifornija, ZDA
Je začetnik pedagoške psihologije 20. stoletja. Najbolj znan je po svoji različici Stanford-Binetovega testa inteligentnosti in po longitudinalni študiji za otroke z visokim inteligenčnim količnikom (IK, ang. IQ). Njegovo delo je dodalo pomembne prispevke k razumevanju, kako inteligenca vpliva na življenjski uspeh, zdravje in rezultate.

## Življenje
Terman se je rodil kot dvanajsti izmed štirinajstih otrok, Marthi P. Cutsinger Terman in Jamesu Williamu Termanu. Leta 1898 je diplomiral  na Central Normal College in 1903 magistriral na Univerzi Indiana v Bloomingtonu, leta 1905 pa je doktoriral iz psihologije na Univerzi Clark v  Worcesterju, Massachusetts.
Leta 1905 je delal kot ravnatelj šole v San Bernardinu v Kaliforniji in leta 1907 kot profesor na šoli v Los Angelesu. Na povabilo Ellwooda Pattersona se je leta 1910 pridružil kot profesor pedagoške psihologije na Univerzi Stanford  in s fakulteto ostal povezan do svoje smrti. Kot predsednik oddelka za psihologijo je deloval od leta 1922 do 1945.

## Dosežki

### IK testi
Potem ko je Terman postal profesor na Stanfordu, je posvetil čas pregledovanju originalne Binet-Simonove lestvice in jo standardiziral z vzorcem ameriških udeležencev. Njegova posodobljena različica testa je postala znana kot Stanford-Binetova verzija testa inteligentnosti, ki je bila prvič objavljena leta 1916. Kmalu zatem je postala standardni test inteligentnosti, ki se je uporabljal v ZDA.
Test inteligentnosti Stanford-Binet je uporabil eno samo številko, znano kot inteligenčni količnik (ali IK), ki je predstavil oceno posameznika na testu. Rezultat IK je bil izračunan tako, da so mentalno starost testiranca delili z njegovo kronološko starostjo in nato pomnožili to število s 100.
Na primer, otrok z mentalno starostjo 12 in kronološko starostjo 10 bi imel IK 120 (12/10 x 100).
Prvo množično testiranje IK je bilo opravljeno na 1,7 milijona vojakih med prvo svetovno vojno, ko je Terman v ameriški vojski služil pri psihološkem testiranju. Terman je z drugimi izobraženimi psihologi sodeloval pri kategorizaciji vojaških rekrutov. Novinci so bili deležni skupinskih preizkusov inteligentnosti, ki so trajali približno eno uro. Možnosti testiranja so vključevale ˝Army Alpha˝, besedilni test, in ˝Army Beta˝, slikovni test za nebralce. 25% preizkusa Alpha ni moglo opraviti. Terman in njegovi sodelavci so teste ocenili na lestvici od "A" do "E".
Tisti, ki so si prislužili ocene "A", so napredovali v častniško usposabljanje, medtem ko tisti, ki so prejeli "D" ali "E", niso bili deležni takšne izobrazbe.
Delo psihologov med vojno je Američanom dokazalo, da so testi inteligence lahko zelo koristni. Po vojni so Terman in njegovi sodelavci zahtevali preizkuse inteligentnosti v šolah z namenom  izboljšanja učinkovitosti rastočih ameriških šol.
Stanford-Binet test inteligentnosti je še danes priljubljeno orodje za ocenjevanje, kljub temu da je v letih od nastanka doživel številne popravke.

### Izvori sposobnosti
Na Univerzi Clark je Terman napisal doktorsko disertacijo z naslovom Pametni in neumni (Genius and stupidity), študijo nekaterih intelektualnih procesov sedmih "pametnih" in sedmih "neumnih" fantov . Upravljal je Cattellove teste inteligentnosti na fantih, ki so veljali za “inteligentne”, v primerjavi s fanti, ki “niso bili inteligentni”.
Za razliko od Bineta in Simona, katerih cilj je bil identificirati manj sposobne šolske otroke, da bi jim pomagali pri potrebni oskrbi, je Terman predlagal uporabo IK testov za razvrščanje otrok na ustrezne delovne poti. Verjel je, da je IK podedovan in je najmočnejši napovedovalec doseženega uspeha v življenju.

### Psihologija ekstremnega talenta
Leta 1921 je Terman začel longitudinalno študijo Genetske študije genialnosti (Genetic Studies of Genius), s katero je preučil, ali so bili visokošolski študenti z višjim IK uspešnejši v življenju. Terman je skozi vse življenje spremljal otroke z izjemno visokim IK, rezultate pa objavil v petih zvezkih. Ugotovil je, da nadarjeni otroci ne ustrezajo obstoječim stereotipom, ki so pogosto povezani z njimi: niso bili šibki in niso trpeli za socialno pomanjkljivostjo, ampak so bili v resnici višji, boljšega zdravja, bolje fizično razviti in socialno bolje prilagojeni kot drugi otroci. Subjekte z visokim IK, ki so bili vključeni v njegove študije, so imenovali "termiti".
Na podlagi svojih rezultatov je Terman predlagal identifikacijo nadarjenih otrok že zgodaj v otroštvu, ponujen jim mora biti prilagojen pouk, prav tako pa lahko dostopajo do posebej usposobljenih učiteljev. Terman je ugotovil, da so bili mnogi njegovi "termiti" zelo uspešni, vendar pa se jih večina ni izkazala za boljše od povprečja. Ugotovil je, da so bili v odrasli dobi najuspešnejši tisti, ki so bili kot otroci bolj nagnjeni k samozavesti, vztrajnosti in ciljni usmerjenosti.
Terman je umrl, preden je dokončal peti zvezek Genetic Studies of Genius, vendar ga je izpolnila sodelavka Melita Oden in ga objavila. Terman je želel, da se študija nadaljuje tudi po njegovi smrti in njegova želja je bila izpolnjena. 
Študija se nadaljuje tudi v današnjih časih, izvajajo jo drugi psihologi in je postala najdaljša študija v zgodovini.

### Vloga zapletenih nalog pri razvoju potenciala
Leta 1915 je napisal prispevek z naslovom Duševno zdravje nadarjenih otrok (The mental hygiene of exceptional children). Izpostavil je, da čeprav verjame, da je sposobnost inteligentnosti podedovana, tudi osebe z izjemno inteligenco potrebujejo izjemno šolanje. Terman je zapisal, da so nadarjenim otrokom redko zadane naloge, ki zahtevajo njihove največje sposobnosti, zato obstaja tveganje, da bodo zapadli v vseživljenjsko ˝najmanjšo učinkovitost" (navado opravljanja nalog ˝po liniji najmanjšega napora˝). Z drugimi besedami, narava (dednost) ima veliko vlogo pri določanju inteligentnosti, vendar je vzgoja (okolje) prav tako pomembna pri spodbujanju prirojene intelektualne sposobnosti. Kot je priznal, ni bilo ničesar v njegovem poreklu, zaradi česar bi lahko kdo napovedal, da bo imel intelektualno kariero.

### Evgenika
Terman je bil izrazit evgenik. Špansko govoreči in nešolani temnopolti študenti so morali rešiti angleške teste. Na podlagi njihovih rezultatov je Terman zaključil, da so nizki rezultati posledica dedovanja in rasne podlage. Svojo podporo do evgenike je izrazil v vseh svojih delih, v katerih lahko razberemo, da je menil, da je bela rasa superiorna. Zato je večkrat primerjan z nacisti in njihovo idejo arijske rase. 
Terman je bil tudi član fundacije Human Betterment, skupine, ki se je med drugim zavzemala tudi za prisilno sterilizacijo tistih, ki so veljali za duševno nesposobne.

## Dela
Nobeno od njegovih del ni bilo prevedeno v slovenščino.
- The Measurement of Intelligence (1916)
- The Use of Intelligence Tests (1916)
- The Intelligence of School Children: How Children Differ in Ability, the Use of Mental Tests in School Grading, and the Proper Education of Exceptional Children (1919)
- The Stanford Achievement Test (1923)
- Genetic Studies of Genius (1925, 1947, 1959)
- Autobiography of Lewis Terman (1930)

### Nepopolna bibliografija
- Terman, L.M. (1915). The mental hygiene of exceptional children. Pedagogical Seminary, 22529-537.
- Terman, L.M. (1922). A new approach to the study of genius. Psychological Review, 29(4), 310-318.
- Terman, L.M., Oden, M.H. (1959). The gifted group at mid-life. Stanford, CA: Stanford University Press.